# Даниел Готлиб Месершмит
Даниел Готлиб Месершмит (на немски: Daniel Gottlieb Messerschmidt; на руски: Даниэль (Даниил) Готлиб Мессершмидт) е германски лекар и ботаник на руска служба. Ръководител на първата научна експедиция в Сибир, родоначалник на руската археология.

## Произход и ранни години (1685 – 1718)
Роден е на 16 септември 1685 година в Данциг, Жечпосполита (днес Гданск, Полша), в семейство на главен корабен инспектор. Получава блестящо за времето си начално и средно образование. През 1707 г. се дипломира като лекар от университетите в Йена и Хале. През 1713 г. защитава дисертация на научна тема за получаване на степен доктор по медицина и се връща в родния си град, където започва лекарска практика. Освен с лекарска дейност, Месершмит се занимава и със зоология и ботаника, изучава древногръцки, латински и древноеврейски.
През 1716 г. в Данциг влизат руски войски начело с Петър I. Той посещава местния музей, славещ се със своите уникални колекции и пожелава такъв да бъде създаден и в Русия. Месершмит е поканен специално от царя за събиране на колекции, изследване на естествените богатства на Русия и създаването на подобен музей. В началото на април 1718 г. Месершмит пристига в Петербург и е назначен за ръководител на първата научна експедиция в Сибир.

## Сибирска експедиция (1719 – 1727)
Задачите, поставени пред Месершмит, са огромни: да изучи географията на Западен и Източен Сибир, лекарствените растения, народната медицина на местното население, заразните болести, паметниците от древността, описание на бита и обичаите на народите, описание на растителния и животинския свят, минералните богатства, да събира ръкописи, да изследва археологически паметници и езиците на местното население.
За изпълнението на тези задачи Месершмит получава по 500 рубли годишно, една нищожна сума и за онова време, като се сравни със заплатата на другите чужденци, поканени да участват в изучаването на Русия. Въпреки всичко Месершмит се съгласява заради любовта си към науката. Той е човек с огромна работоспособност – прави чучела на животни, рисува птици и растения, води метеорологични наблюдения и много други. Месершмит няма точно зададен маршрут, той сам си го определя по време на зимуването си за следващите пролет – лято – есен.
Тръгва от Петербург през есента на 1719 г. Стига до Москва, спуска се по реките Москва, Ока и Волга до Казан и от там по суша през Вятка (сега град Киров), Соликамск, Туринск и Тюмен достига до Тоболск, където зимува.
През лятото на 1720 г. извършва първата си научна експедиция, като изследва района около течението на реките Тобол и Исет и през декември се завръща в Тоболск за второ зимуване.
През март 1721 г. тръгва с шейни от Тоболск на изток покрай река Иртиш. Достига до устието на река Тара (десен приток), пресича Барабинската степ (117 хил. km²) и стига до Томск. През юли с три лодки се изкачва по река Том (827 km, десен приток на Об) до изворите ѝ, пресича Кузнецки Алатау (2178 m) на коне и по реките Уйбат и Абакан (514 km) през септември се спуска до Абакан, а в началото на 1722 г. се добира до Красноярск, където зимува. Изследва природата, климата, флората, фауната и населението на Барабинската степ, а в Абаканската степ – древните погребални могили.
През май 1722 г. със салове се спуска по река Голям Кемчуг до река Чулим (1799 km, десен приток на Об), изследва горното ѝ течение, а след това долното течение на Абакан и горното течение на Енисей и през октомври се завръща в Красноярск, където отново зимува. Основният резултат от дейността му през 1722 г. е първото научно изследване на Кузнецки Алатау и Минусинската котловина. Той я описва като равна степ, хълмиста в югозападната си част, на места гориста, с голямо количество малки езера и множество могили. В тях открива писменост на хакасите от 7 – 18 век и извършва първите археологични разкопки.
През лятото на 1723 г. се спуска по Енисей до Туруханск и се изкачва по река Долна Тунгуска (2989 km) до изворите ѝ. Той описва праговете и бързеите по реката, отбелязва устията на 56 нейни притока, определя географската ширина на 40 пункта и характеризира бреговете на реката на повече от 2700 km. Между 62° – 63º с.ш. открива находища на графит, а на 60º 30` с.ш. – на черни въглища. Пресича вододела, достига до река Лена, изкачва се по нея до изворите ѝ и от там достига до Иркутск, където провежда следващото зимуване.
През март 1724 г. минава на юг от Байкал, достига до устието на Селенга и до началото на май пребивава в Улан Уде. След това пресича Боршчовочния хребет (до 1500 m) и се добира до Нерчинск, като по пътя описва местните рудници и минерални извори, няколко вида животни, в т.ч. степния козел, а на бреговете на река Ингода открива неизвестни дотогава и на местните жители раци. През август се отправя от Нерчинск на югоизток и достига до езерото Далайнор, където отново провежда научни наблюдения. От Далайнор продължава на северозапад, но е задържан от монголски отряд. След две седмици е освободен и по реките Онон (1032 km) и Ингода достига до Чита, където прави ново зимуване и през април 1725 г. се завръща в Иркутск. Маршрутът от Иркутск до Енисейск Месершмит изминава за около три седмици. По време на плаването му по Ангара извършва грубо картиране на реката, като определя дължината ѝ на 2029 версти, т.е. завишава я с една трета (истинската е 1779 km). Описва всичките ѝ прагове и сравнително лесното им преодоляване. В средата на август 1725 г. от Енисейск достига до река Кет (1621 km), по нея се спуска до Об и по последната през ноември достига до Ханти-Мансийск. По негова заповед плененият шведски офицер Филип Юхан Таберт (Страленберг) извършва пълно описание и частично картиране на Об между устията на реките Том и Кет, като по този начин дължината на топографско заснетия участък от двамата съставя над 1300 km. Таберт взима участие и в археологичните разкопки на Месершмит в Минусинската котловина и топографското заснемане на Енисей между Красноярск и Енисейск.
През март 1727 г. Месершмит се завръща в Петербург.

### Резултати от експедицията
От 1722 до 1726 г. Месершмит изследва огромна територия от Сибир и Алтай. Пътешествайки по реки, гори, блата, планини, степи и езера, определя географската ширина на редица пунктове, запознава се с живота на различни народи и народности, изучава техния бит, език, история, обичаи, обреди. Продължава без прекъсване да попълва колекциите от хербарии. За мащабите на дейността може да се съди по това, че само материалите по орнитология на Сибир са събрани в 10 обемисти тома. Съставя подробно, с приложени анатомични анализи, описание на горските животни. Пръв от чуждестранните учени оценява по достойнство чудодейните богатства на северните ядливи растения. Става първият учен, намерил залежи на каменни въглища, графит и други полезни изкопаеми. Резултат на неговия седемгодишен труд е десеттомното издание на латински език „Обозрение Сибири, или Три таблицы простых царств пророды“, което никога не се превежда и издава на руски език, но се ползва по-късно от множество руски изследователи на Сибир от различни специалности.

## Следващи години (1727 – 1735)
След завръщането си в Петербург Месершмит предава всичките си изследвания в Академията на науките, но титаничният труд, който той полага, не е оценен и Месершмит не поучава признание. Неговият приятел Петър I вече не е между живите и постиженията не са оценени от новите хора в Академията. След две години в напразни опити да систематизира и издаде трудовете си, Месершмит натоварва на кораб всичко, което е събрал за 10 години пребиваване в Русия – книги, хербарии, колекции и ръкописи, и отплава за родния Данциг. Но съдбата продължава да се гаври с него. Корабът, на който плава за родния си град, претърпява корабокрушение и всичко отива на дъното. Месершмит едва не се удавя.
Родината го посреща равнодушно. Тук той вече на никого не е нужен. В мрачна меланхолия се завръща през 1731 г. в Петербург, където умира в крайна оскъдица на 25 март 1735 г., ненавършил 50 години. След няколко години избухналият в Академията пожар унищожава почти всичките му предадени на съхранение материали.